# Eduardo Vargas Troncoso
Eduardo Vargas Troncoso es un político peruano. Fue alcalde del distrito de Chinchaypujio entre 2011 y 2014. Actualmente ocupa el cargo de consejero regional del Cusco por la provincia de Anta.
Nació en el distrito de Chinchaypujio, provincia de Anta, departamento del Cusco, el 12 de febrero de 1976, hijo de Alejandro Vargas Huamán y Teresa Troncoso Puma. Cursó sus estudios primarios y secundarios en su localidad natal. entre 1995 y 2003 cursó estudios superiores de Agronomía y Zootécnia en la Universidad Nacional San Antonio Abad del Cusco obteniendo el grado de Bachiller.
Tentó la alcaldía del distrito de Chinchaypujio en cuatro oportunidades (2002, 2006, 2010 y 2014) obteniendo la elección únicamente en las elecciones municipales del 2010 cuando se presentó por el movimiento Tierra y Libertad Cusco y obtuvo el 29.714% de los votos. Participó en las elecciones regionales del 2018 como candidato del partido Democracia Directa al consejero regional del Cusco en representación de la provincia de Anta.